# Entoloma babingtonii
Entoloma babingtonii är en svampart som först beskrevs av A. Bloxam, och fick sitt nu gällande namn av Lexemuel Ray Hesler 1967. Entoloma babingtonii ingår i släktet Entoloma och familjen Entolomataceae.   Inga underarter finns listade i Catalogue of Life.